# Александър Лудвиг фон Ербах-Шьонберг
Александер Лудвиг Алфред Еберхард фон Ербах-Шьонберг (на немски: Alexander Ludwig Alfred Eberhard, 2.Fürst und Graf zu Erbach-Schönberg; * 12 септември 1872 в Шьонберг, Оденвалд; † 18 октомври 1944 в Бенсхайм) е 2. княз и граф на Ербах-Шьонберг (1908 – 1919), титулар принц на Ербах-Шьонберг (1919 – 1944). Той е племенник на княз Александър I Батенберг (княз на Княжество България (1879 – 1886).

## Биография
Той е големият син на 1. граф и княз Густав Ернст фон Ербах-Шьонберг (1840 – 1908) и съпругата му принцеса Мария Каролина фон Батенберг (1852 – 1923), сестра на княз Александър I Батенберг (княз на Княжество България 1879 – 1886), дъщеря на принц Александър фон Хесен-Дармщат (1823 – 1888) и Юлия фон Хауке (1825 – 1895).
Александер фон Ербах-Шьонберг наследява баща си през 1908 г. и има мандат в „Първата камера на племената“ на Велико херцогство Хесен. Той замества баща си в камерата още през 1899 г. От 1911 до 1917 г. той е заместван от брат му Виктор (1880 – 1967). С ноемврийската революция 1918 г. той загубва функцията си като племенен господар.
Александер фон Ербах-Шьонберг умира на 72 години на 18 октомври 1944 г. в Бенсхайм.

## Фамилия
Александер Лудвиг фон Ербах-Шьонберг се жени на 3 май 1900 г. в Аролзен за принцеса Луиза Елизабет Хермина Ерика Паулина фон Валдек-Пирмонт (* 6 септември 1873, Аролзен; † 23 ноември 1961, Елмсхаузен), дъщеря на княз Георг Виктор фон Валдек-Пирмонт (1831 – 1893) и първата му съпруга принцеса Хелена фон Насау (1831 – 1888), дъщеря на херцог Вилхелм I фон Насау (1792 – 1839) и принцеса Паулина фон Вюртемберг (1810 – 1856). Те имат четири деца:>
- Имма Густава Мария Луиза Паулина Едда Адолфина Хермина (* 11 май 1901, Кьониг; † 14 март 1947, Лондон), омъжена I. на 31 май 1923 г. във Франкфурт на Майн за фрайхер Ханс Карл фон Дьорнберг (* 23 декември 1875, Касел; † 22 март 1924, Дармщат), II. на 1 юли 1940 г. в Лондон (развод 1947) за Нейл Мк Еахерн (* 28 декември 1885; † 18 април 1964, Вербания, Италия)
- Георг Лудвиг Фридрих Виктор Карл-Едуард Франц-Йозеф (* 1 януари 1903, Кьониг, Оденвалд; † 27 януари 1971, Бенсхайм), 3. княз и граф на Ербах-Шьонберг, женен на 2 юли 1925 г. в Шьонберг за Мария Маргарета Дерингер (* 25 декември 1903, Царское село; † 22 декември 1967, Дармщат), дъщеря на Алфонс Дерингер и Маргарета Брем; има два сина и дъщеря
- Вилхелм Ернст Хайнрих Алфред (* 4 януари 1904, Кьониг; † 27 септември 1947, умира в съветски военен плен), женен на 4 октомври 1938 г. в Шлиц за графиня Александра Шлиц, направена фон Гьорц (* 24 септември 1910, Дармщат; † 13 април 1989, Шлиц)
- Хелена София Луиза Хедвиг Емилиа Марта (* 8 април 1907, Кьониг; † 16 април 1979, Гьопинген)